# Igor Volk
Igor Petrovitj Volk (russisk: Игорь Петрович Волк; ukrainsk: Ігор Петрович Волк; født 12. april 1937, død 3. januar 2017) var en kosmonaut og testpilot i Sovjetunionen.

## Militær- og testpilot
Igor Volk blev pilot i det sovjetiske luftvåben i 1956. Efter en uddannelse som testpilot i 1965 kom han på Gromov Flight Research Institute. Han loggede over 7000 flyvetimer i over 80 forskellige typer af luftfartøjer. I sin karriere fløj han alle typer af sovjetiske jagerfly, bombefly og transportfly. Han var en dygtig pilot, der beherskede mange manøvre. Han var den første der testede flyadfærd i forbindelse med angreb fra kritiske vinkler (ca. 90°), og han udførte kunstflyvning såsom "cobra"-manøvren.

## Space program
Igor Volk blev udvalgt som kosmonaut den 12. juli 1977 og fløj som forskningskosmonaut på Sojus T-12, den 7. ekspedition til Saljut 7. Et mål for missionen var at undersøge effekten af længerevarende rumfart i forbindelse med Volks hjemrejse, som forberedelse til at være pilot på rumfærgen Buran. Han fungerede som leder af træningsprogrammet for kosmonauter ved Buran-programmet, og efter projektets annullering, som stedfortræder for prøveflyvninger hos Gromov Flight Research Institute i 1995, før han trak sig tilbage i 1996. Han har tidligere fungeret som formand for den Nationale Aero Club i Rusland og vicepræsident i Fédération Aéronautique Internationale. Som anerkendelse for hans bidrag som testpilot og kosmonaut blev han den 29. juli 1984 tildelt ordenen Sovjetunionens Helt.

## Øvrige resultater
Volk var også opfinder og havde planer om en flyvende bil til fire personer, kaldet Lark-4, som stiger op og lander ved 45 km/h ved hjælp af en 27-meter landingsbane. Den bruger 11 liter brændstof for hver 100 km og opnår en hastighed på omkring 637 km/h.

## Personlige liv
Volk var gift og havde to børn. Han døde den 3. januar 2017, mens han var på ferie i Plovdiv, Bulgarien. Han blev 79.

## Hædersbevisninger og priser
- Titlen af Helten af Sovjetunionen
- Titlen på Pilot-Kosmonaut for Sovjetunionen
- Titel af" Beæret testpilot for Sovjetunionen
- Fædrelandets fortjeneste Orden 4. klasse
- Leninordenen (USSR)
- Arbejdernes Røde Fane Ordenen  (USSR)
- Folkenes venskabs Ordenen (USSR)
- Fortjenstmedalje for Rumforskning